# Ludwik Krąkowski
Ludwik Jordan Krąkowski pseudonim Justus (ur. 1924, zm. 30 czerwca 2019) – polski dziennikarz i publicysta, doktor nauk prawnych, popularyzator prawa.

## Życiorys
Pochodził z Warszawy. W czasie powstania warszawskiego został wywieziony do niemieckiego-nazistowskiego obozu koncentracyjnego. Po wojnie był długoletnim radcą prawnym związków zawodowych, aktywnie zaangażowanym w obronę praw pracowniczych. Był członkiem seniorem Stowarzyszenia Dziennikarzy Polskich. Został pochowany na Cmentarzu w Pyrach.

## Wybrana bibliografia autorska
- Kodeks pracy: krótkie vademecum (Instytut Wydawniczy Centralnej Rady Związków Zawodowych, Warszawa, 1975)
- Kodeks pracy w praktyce przedsiębiorstwa (Instytut Wydawniczy Centralnej Rady Związków Zawodowych, Warszawa, 1976)
- Prawo pracy w praktyce przedsiębiorstwa (Wydawnictwo Związkowe, Warszawa, 1963)
- Ochrona uprawnień pracowniczych (Wydawnictwo Związkowe Centralnej Rady Związków Zawodowych, Warszawa, 1968)
- Sądy społeczne w zakładach pracy: ustawa, regulamin, wytyczne z komentarzem (Wydawnictwo Związkowe Centralnej Rady Związków Zawodowych, Warszawa, 1970)
- Uprawnienia robotnika przemysłowego: wg stanu prawnego na dzień 1 I 1959 r. (Wydawnictwo Związkowe, Warszawa, 1959)
- Urlopy i zwolnienia w związku z wychowywaniem dzieci (Instytut Wydawniczy Centralnej Rady Związków Zawodowych, Warszawa, 1974)
- Vademecum prawa pracy (Centralna Rada Związków Zawodowych, Warszawa, 1970)
- Vademecum prawa pracy: wg stanu prawnego na dzień 1 IV 1968 r. (Wydawnictwo Związkowe Centralnej Rady Związków Zawodowych, Warszawa, 1968)
- Zasady współżycia społecznego w stosunkach pracy w PRL (Państwowe Wydawnictwo Naukowe, warszawa, 1970)